# Bandera de Escalante (Cantabria)
La bandera de Escalante es uno de los símbolos del municipio español de Escalante (Cantabria), junto a su escudo. Es de paño rectangular, horizontal, formada por tres franjas de igual anchura, el primer tercio diestro, formado por unas barras horizontales alternativamente azules y blancas y los dos restantes, se subdividen horizontalmente por el centro para delimitar dos colores: verde superior y rojo el inferior, situando en su centro el escudo municipal.
La bandera fue adoptada en sesión plenaria celebrada por el Ayuntamiento el día 23 de enero de 1984, según un boceto presentado por Jesús Andrés Cruz Ruiz, vecino de la villa de Escalante.